# Marocká fotbalová reprezentace do 23 let
Marocká fotbalová reprezentace do 23 let, také označována jako marocký olympijský fotbalový tým, je tým, který reprezentuje Maroko na Olympijských hrách. Tým se vždy musí kvalifikovat, kromě týmu pořádající země, a poté může přibrat až tři hráče starší 23 let. 

## Historie
První zápas hrála reprezentace v roce 1964 v Tokiu. Tým nepostoupil ze skupiny. V roce 1968 Maroko sice postoupilo na olympijský turnaj, ale odmítlo hrát s Izraelem a tým byl nahrazen Ghanou. V Mnichově 1972 Maroko zaznamenalo nejlepší výsledek, postup do druhého kola. V roce 2004 bylo Maroko blízko postupu ze skupiny, ale nakonec nepostoupilo.

## Současná soupiska
Hráči, kteří byli nominováni na OH 2024.

### Hráči
| Pozice | Jméno                | Datum narození     | klub                |
| ------ | -------------------- | ------------------ | ------------------- |
| BR     | Mohamed Reda Asmama  | 8. února 2002      | Union de Touarga    |
| BR     | Rachid Ghanimi       | 25. dubna 2001     | FUS Rabat           |
| BR     | Munir Mohamedi       | 10. května 1989    | RS Berkane          |
| OBR    | Zakaria El Ouahdi    | 31. prosince 2001  | KRC Genk            |
| OBR    | Ayman El Wafi        | 11. května 2004    | Lugano              |
| OBR    | Mehdi Boukamir       | 26. ledna 2004     | Charleroi           |
| OBR    | Adil Tahif           | 24. února 2001     | RS Berkane          |
| OBR    | Haytam Manaout       | 18. dubna 2001     | Union de Touarga    |
| OBR    | Achraf Hakimi        | 4 listopadu 1998   | Paris Saint-Germain |
| OBR    | Akram Nakach         | 7. dubna 2002      | Union de Touarga    |
| ZÁL    | Oussama Targhalline  | 20. května 2002    | Le Havre            |
| ZÁL    | Benjamin Bouchouari  | 13. listopadu 2001 | Saint-Étienne       |
| ZÁL    | Oussama El Azzouzi   | 29. května 2001    | Bologna             |
| ZÁL    | Amir Richardson      | 24. ledna 2002     | Reims               |
| ZÁL    | Yassine Kechta       | 25. února 2002     | Le Havre            |
| ZÁL    | El Mehdi El Moubarik | 22. ledna 2001     | Raja Casablanca     |
| ZÁL    | Bilal El Khannous    | 10. května 2004    | KRC Genk            |
| ÚTO    | Abde Ezzalzouli      | 25. prosince 2001  | Real Betis          |
| ÚTO    | El Mehdi Maouhoub    | 5. června 2003     | Raja Casablanca     |
| ÚTO    | Ilias Akhomach       | 16. dubna 2004     | Villarreal          |
| ÚTO    | Soufiane Rahimi      | 2. června 1996     | Al Ain              |
| ÚTO    | Eliesse Ben Seghir   | 16. února 2005     | Monaco              |

### Trenéři
| Pozice            | Jméno              |
| ----------------- | ------------------ |
| Hlavní trenér     | Tarik Sektioui     |
| Asistent          | Youssouf Hadji     |
| Asistent          | Fahd El Ouarga     |
| Fitness trenér    | Grégory Delhomel   |
| Trenér brankářů   | Laurent Deraedt    |
| Technický ředitel | Chris Van Puyvelde |
| Video analytik    | Damien Januel      |